# Sandra Priemer
Sandra Priemer (* 21. April 1973 in Ueckermünde) ist eine ehemalige deutsche Leichtathletin, die sich auf das Gehen spezialisiert hatte.

## Sportliche Karriere
Sandra Priemer startete bis 1986 für die SG Dynamo Rummelsburg. Von 1987 bis 1991 war sie beim TSC Berlin. Ab 1992 trat sie für den LAC Halensee Berlin an.
Bei den Deutschen Meisterschaften 1992 und 1993 gewann die Mannschaft von Halensee Berlin mit Beate Anders, Simone Thust und Sandra Priemer den Titel in der Mannschaftswertung im 10-Kilometer-Straßengehen. 1994 und 1995 war diese Mannschaft die einzige in der Wertung.
Priemer trug 1993 bei einem Wettkampf das Nationaltrikot.